# Đỗ Quang (nhà Nguyễn)

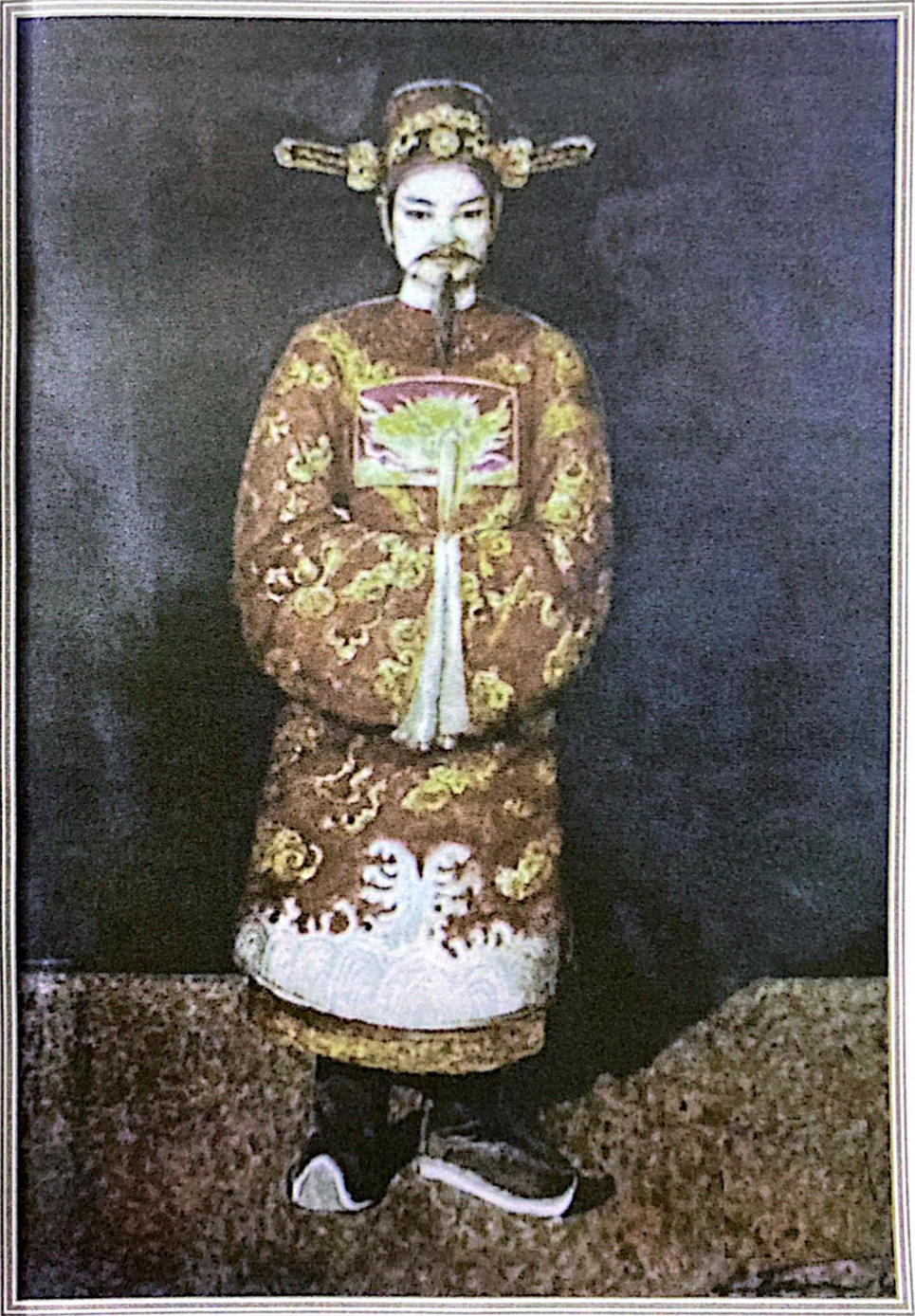
Chân dung Đỗ Quang

Đỗ Quang (Chữ Nho: 杜光; 1807-1866), trước có tên là Đỗ Tông Quang, sau bỏ chữ Tông vì kị húy vua Thiệu Trị. Ông làm quan trải ba triều vua: Minh Mạng, Thiệu Trị và Tự Đức trong lịch sử Việt Nam.

## Thân thế và sự nghiệp
Ông sinh ngày 25 tháng 9 năm Đinh Mão (1807) trong một gia đình khoa bảng ở xã Văn Lư, huyện Gia Lộc, phủ Ninh Giang, tỉnh Hải Dương (nay là thị trấn Gia Lộc, huyện Gia Lộc, tỉnh Hải Dương).
Năm 1827, Đỗ Quang được xung chức Hành tẩu bộ Binh. Khoa thi năm Nhâm Thìn (1832), ông thi đỗ Tam giáp đồng tiến sĩ, được bổ làm quan và lần lượt trải các chức: Tri phủ Diễn Châu, Án sát Quảng Trị, Công bộ thị lang, Lang trung, Thự tham tri bộ Lễ. Ngoài ra, có lúc ông còn làm Toản tu Quốc sử quán, Giảng quan, Giám khảo trường thi Hương và duyệt quyển thi Đình.
Tháng 2 năm 1859, thành Gia Định thất thủ. Trước tình hình rối ren này, năm 1860, triều đình cử Đỗ Quang vào Nam giữ chức Thự Tuần phủ Gia Định để hiệp cùng quan quân đối phó với thực dân Pháp.
Vào Nam không lâu, vào tờ mờ sáng ngày 24 tháng 2 năm 1861, quân Pháp nổ súng tấn công Đại đồn Chí Hòa và ngay tối hôm đó thì đại đồn bị hạ. Thất trận, Đỗ Quang dẫn tàn quân chạy lên Biên Hòa. Đến khi triều đình nghị tội, ông bị cách chức nhưng vẫn được lưu dụng. Trong khi chờ đợi kế sách của triều đình, Đỗ Quang bí mật sai người tới dụ các hào mục và sĩ dân ở Gia Định, khuyên họ đứng ra tuyển mộ quân để chờ đợi thời cơ.
Mùa đông năm đó (1861), quân Pháp từ Gia Định kéo lên vây hãm rồi chiếm lấy thành Biên Hòa, ông bèn dẫn quân chạy xuống Tân Hòa (thuộc Gò Công) để hiệp cùng Phó lãnh binh Trương Định, trấn giữ nơi hiểm yếu ngăn cản lại.
Ở chiến khu, Đỗ Quang nghe tin vào đêm 16 tháng 12 năm 1861, một số dân binh đã tập kích đồn Pháp ở Cần Giuộc (thuộc Long An), gây cho đối phương nhiều thiệt hại. Đổi lại, khoảng hai mươi dân binh đã phải hy sinh. Nghĩa cử đó đã gây niềm xúc động lớn trong nhân dân và trong giới sĩ phu, trong đó có Đỗ Quang. Lập tức, ông sai người đến nhờ Nguyễn Đình Chiểu làm một bài văn tế để đọc tại buổi lễ truy điệu các nghĩa sĩ đã bỏ mình trên.
Trong lúc nhân dân ba tỉnh miền Tây đang kháng cự quyết liệt, thì ngày 5 tháng 6 năm 1862, hòa ước Nhâm Tuất được ký kết, sau khi đại diện nhà Nguyễn là Phan Thanh Giản và Lâm Duy Hiệp thuận giao cho Pháp ba tỉnh miền Đông (Biên Hòa, Gia Định, Định Tường) và đảo Côn Lôn cho quân Pháp.
Sau ngày ấy, triều đình Huế triệu Đỗ Quang về kinh, xung chức Tuần phủ Nam Định, nhưng ông dâng sớ, dùng lời lẽ ôn tồn để xin được cáo quan. Về lại quê nhà không lâu, năm 1863, ông lại được lệnh triệu vào kinh làm Tham tri bộ Hộ, nhưng ông cũng viện cớ xin thôi.
Năm 1864, miền Hải Dương, Quảng Yên bị giặc biển quấy nhiễu, dân tình hết sức khổ cực. Đến lúc ấy, Đỗ Quang ông mới ra nhậm chức Tham tán Hải An. Nhưng sau khi tình hình trong vùng đã ổn định, ông lại trả ấn trở về.
Năm 1866, Đỗ Quang lại có lệnh triệu làm Tuần phủ Bắc Ninh. Ra giúp dân được ít lâu, vào tháng 7 (âm lịch) cùng năm, ông bị ốm nặng, phải xin vua cho về nghỉ. Bệnh không khỏi, vào tháng 9 (âm lịch) năm đó (Bính Dần, 1866), ông mất lúc 59 tuổi.

## Tác phẩm
Theo website họ Đỗ, Đỗ Quang có sáng tác thơ và có dự phần vào việc biên soạn hai bộ sách: Đại Nam Thực lục Tiền biên và Ngọc Điệp (tức gia phả của các vua Nguyễn).

## Vinh danh
Đỗ Quang mất, được nhà vua truy tặng chức Tư Thiện đại phu, Lễ Bộ thượng thư, ban tên Thuỵ là Trang Lược và cho thờ ông trong đền Hiền Lương nơi Kinh đô Huế.
Kính trọng tài đức và công trạng của Đỗ Quang, nhân dân Phương Điếm đã lập bài vị thờ ông ở đình làng và suy tôn là Thành hoàng bản xã.
Hiện nay tại các tỉnh thành: Hải Dương, Hà Nội, Đà Nẵng, Thành phố Hồ Chí Minh đều có đường mang tên Đỗ Quang. Đình Phương Điếm và lăng mộ Đỗ Quang cũng đã được xếp hạng di tích cấp quốc gia.

## Vị quan thương dân
Năm 1862, sau khi hòa ước Nhâm Tuất được ký kết, Đỗ Quang có lệnh cử đi làm Tuần phủ Nam Định, nhưng ông đã dùng lời lẽ ôn tồn để xin được cáo quan. Trong sớ có đoạn:
Hôm thần về, sĩ dân đứng che kín cả đường nói:
Nay cha bỏ con, quan bỏ dân. Quan về thì quan lại làm quan, nhưng dân ở lại thì dân không còn được làm dân của triều đình nữa.
Tiếng kêu khóc đầy đường, thần cũng phải gạt nước mắt mà đi. Trần trộm nghĩ, thần tài hèn sức mọn, nhưng từ trước tới nay vẫn xum vầy với dân, chưa từng tính đến ngày bỏ dân mà về. Nghĩa dân từ trước từng vì triều đình mà dốc hết sức người sức của, giờ chẳng biết bỏ thân nơi nào.
Như thế là thần, ở trên thì phụ với triều đình, ở dưới thì phụ với dân trăm họ, tội không thể chối được. Giờ nếu thần lại lạm dự chức ở Nam Định thì biết ăn nói thế nào với dân Gia Định? Biết trả lời thế nào với công luận trong nước? Thần vẫn còn có chút lòng, quả là rất hổ thẹn. Vả chăng, thần vốn là kẻ có kiến thức nông cạn và hạn hẹp, nếu cứ gắng gượng mà làm việc mãi cũng chẳng thể gọi là báo bổ. Vậy, xin bệ hạ hãy thu sắc mệnh, cho thần được bãi chức về với làng với ruộng, hầu làm nguôi bớt lòng oán giận của sĩ dân, và cũng để giữ tiết liêm sĩ của thần vậy...
Chép lại đoạn sớ trên, GS. Nguyễn Khắc Thuần ghi kèm câu:...Trên trang sử này chỉ thấy bàng bạc một nỗi u hoài khó tả của Đỗ Quang.